# اچ‌ام‌اس وارویک (۱۷۳۳)
اچ‌ام‌اس وارویک (۱۷۳۳) (به انگلیسی: HMS Warwick (1733)) یک کشتی است که طول آن ۱۴۴ فوت (۴۳٫۹ متر) می‌باشد.